# Gloria Ramirez
Gloria Cecilia Ramirez (* 11. Januar 1963 in Riverside, Kalifornien; † 19. Februar 1994 ebenda) war eine US-amerikanische Bürgerin aus Riverside. Sie erlangte Bekanntheit durch ihren Tod im Alter von 31 Jahren. Ihr Ableben soll von rätselhaften Vorkommnissen begleitet worden sein, welche trotz intensiver Untersuchungen bis heute nicht vollständig aufgeklärt werden konnten. Durch die Vorkommnisse wurde Ramirez in den Medien und durch urbane Legenden im Internet als The Toxic Lady (zu deutsch „Die giftige Dame“) bekannt.

## Vorfall
Am Abend des 19. Februars 1994, etwa gegen 20:15 Uhr Ortszeit, wurde Gloria Ramirez im Riverside General Hospital eingeliefert, nachdem sie über Atemnot (genauer: Cheyne-Stokes-Atmung), Übelkeit und Herzrasen geklagt hatte. Zudem litt sie an schwerem Gebärmutterhalskrebs. Auf der Aufnahmestation übergab sie sich mehrfach, außerdem wurde ein zu niedriger Blutdruck festgestellt. Trotz Verabreichung verschiedener Sedativa (unter anderem Diazepam, Lorazepam und Midazolam) verschlechterte sich Ramirez’ Zustand rasant, nur wenige Minuten später erlitt sie einen Herzinfarkt und sie wurde auf die Intensivstation verlegt. Ramirez wurde mit einem Defibrillator reanimiert und an ein Beatmungsgerät angeschlossen, per EKG wurde ihr Herzrhythmus beobachtet. Die Merkwürdigkeiten begannen nach Aussage der Ärzte und Krankenschwestern, als man Ramirez Blut abnahm.
Zunächst nahmen die leitende Ärztin, Dr. Julie Gorchynski, sowie die Krankenschwester Susan Kane einen knoblauch-ähnlichen Duft wahr, der von Ramirez’ Körper und Mund ausging. Anschließend bildete sich auf Ramirez’ Haut eine ölige Substanz. Susan Kane wurde übel, schließlich sackte sie zusammen. Als Dr. Gorchynski die mit Blut gefüllte Spritze aufhob, nahm sie einen ammoniak-artigen Duft wahr, der von der Spritze ausging. Außerdem fielen ihr bei genauer Betrachtung merkwürdige, strohfarbene Kristalle auf, die im Blut schwammen. Dann wurde auch ihr schlecht und sie fiel in Ohnmacht. Als auch weitere Krankenhausangestellte in rascher Abfolge krank wurden und/oder gar in Ohnmacht fielen, wurden die Notaufnahme und die Intensivstation umgehend geräumt, da man den Ausbruch einer gefährlichen Krankheit oder von Giftgasen befürchtete. Aus Sicherheitsgründen wurden weitere Patienten in benachbarte Krankenhäuser verlegt. Zwischenzeitlich stellte sich heraus, dass die Wiederbelebungsversuche bei Ramirez gescheitert waren und sie wurde gegen 21:06 Uhr Ortszeit für tot erklärt.

## Untersuchungen, Diagnose und Erklärungsversuche
Die private Anamnese von Gloria Ramirez verrät, dass die Frau aufgrund ihres Gebärmutterhalskrebses verschiedene Analgetika (Schmerzmittel) einnahm. Möglicherweise hatte sie auch Dimethylsulfoxid (DMSO) benutzt, welches alternativmedizinisch als Schmerzmittel eingesetzt wird. Der Krebs verursachte bei ihr eine chronische Harnstoffstauung im Blut. Auch dagegen nahm sie verschiedene Medikamente.
Der offizielle, allgemein- wie gerichtsmedizinische Befund zur Todesursache lautet „Nierenversagen aufgrund des Krebses sowie der Harnstoffübersättigung“. Unerklärlich blieben jedoch der Ölfilm auf Ramirez’ Haut, die winzigen Kristalle in ihrem Blut sowie der strenge Geruch nach Ammoniak und Knoblauch. Wissenschaftler des Lawrence Livermore National Laboratory bieten hierfür folgende Erklärungsmöglichkeit an: Durch die Aufnahme von Dimethylsulfoxid sowie die Sauerstoffbeatmung durch die Notärzte könnte sich in ihrem Blut Dimethylsulfon (DMS) gebildet haben. DMS ist bei Raum- und Körpertemperatur fest und kristallisierte im Blut aus, was anschließend in der entnommenen Probe sichtbar war. Durch die anschließende Anwendung eines Defibrillators reagierte das DMS vermutlich mit Sauerstoff weiter zum sehr giftigen Dimethylsulfat; Spuren davon hätten sich demnach verflüchtig und nach Einatmen die Symptome beim Krankenhauspersonal ausgelöst. Der Knoblauchgeruch ist typisch für unreines Dimethylsulfoxid. Der Ammoniakgeruch sei auf eine Zersetzung des Harnstoffs zurück zu Ammoniumionen bzw. Ammoniak zurückzuführen. Diese Theorien sind allerdings nicht unwidersprochen.
Ein Spezialteam, welches die Intensivstation in besonderen Schutzanzügen betrat, konnte trotz intensiver und wiederholter Durchsuchungen und chemischer Tests keine giftigen Gase, Bakterien, Viren und/oder Substanzen ausfindig machen. Die ölige Substanz auf Ramirez’ Haut stellte sich tatsächlich als stark DMSO-haltige Fettlösecreme heraus. Krebspatienten in den USA benutzen sie (oft heimlich und ohne Anraten ihres Arztes) als Hautcreme, weil sie schmerzlindernd wirkt. Diese „Creme“ wird normalerweise als  Reinigungsmittel in US-amerikanischen Baumärkten gehandelt. Auffällig ist auch, dass sowohl die Notärzte als auch die Sanitäter in Ramirez’ Haus weder krank wurden, noch von einem merkwürdigen Geruch berichteten. In den meisten Fällen betroffener Krankenhausangestellter wird daher heute im Allgemeinen Massenhysterie angenommen.